# Karin Riebensahm
Karin Riebensahm (* 2. November 1932 in Königsberg; † 2009 in Halle/Saale) war eine deutsche Metall- und Emailgestalterin und Grafikerin.

## Leben und Werk
Die Familie Karin Riebensahms kam 1945 in der Folge des Zweiten Weltkriegs in die Sowjetische Besatzungszone. Karin Riebensahm absolvierte in Osterburg die Oberschule und studierte von 1950 bis 1956 bei Lili Schultz in der Email-Abteilung des Instituts für künstlerische Werkgestaltung Burg Giebichenstein in Halle/Saale und machte die Gehilfenprüfung als Emailleurin. Dort lernte sie Peter Zinecker kennen, den sie heiratete. Die Ehe wurde 1965 geschieden.
Seit dem Studienabschluss arbeitete Karin Riebensahm in Halle freischaffend als Metallgestalterin, wobei sie auch nach der Scheidung im gemeinsamen Atelier mit Zinecker zusammenarbeitete. Sie schuf insbesondere sakrale und profane Gerätschaften und Gefäße und architekturbezogene Werke. Sie arbeitete in der DDR sowohl für kirchliche wie auch staatliche Auftraggeber und erhielt auch Aufträge für repräsentative Projekte. So schuf sie Anfang der 1970er Jahre in der damaligen Botschaft der DDR in Paris ein aus 96 Tafeln bestehendes Email-Bild Motive der DDR, das nach der deutschen Wiedervereinigung wohl vernichtet wurde.
Karin Riebensahm gehörte zu den bedeutendsten Email-Künstlern der DDR, betätigte sich aber auch erfolgreich als Grafikerin. Dabei zeigte sie ein Vorliebe für eine abstrakte Formensprache, bei der sie u. a. die Welt der Mikrostrukturen von Zellen und Chemiefasern als Anregung nahm.
1974 erhielt sie einen Preis der Quadriennale des Kunsthandwerks sozialistischer Länder.
Sie war bis 1990 Mitglied des Verbands Bildender Künstler der DDR.

## Öffentliche Sammlungen und Museen mit Werken Karin Riebensahms (unvollständig)
- Berlin: Kunstgewerbemuseum im Schloss Köpenick
- Bernburg: Museum Schloss Bernburg[3]
- Leipzig: Grassi Museum für Angewandte Kunst
- Osterburg: Kreismuseum Osterburg

## Ausstellungen (mutmaßlich unvollständig)

### Personalausstellungen
- 1981: Dessau, Staatliches Museum Schloss Mosigkau (Emailbilder und Grafik)
- 2002: Halle/Saale, Galerie Marktschlösschen („Tag- und Nachttäume“; Grafiken und Email-Bilder)
- postum 2011: Osterburg, Kreismuseum Osterburg

### Teilnahme an Ausstellungen
- 1958, 1967/1968, 1972/1973, 1977/1978 und 1982/1983: Dresden, Vierte[4] und VI. Deutsche Kunstausstellung und VII. bis IX. Kunstausstellung der DDR
- 1965 und 1967: Leipzig, Museum des Kunsthandwerks – Grassimuseum („Kunsthandwerk im Grassimuseum“)
- 1969 und 1979: Halle/Saale, Bezirkskunstausstellungen
- 1974: Erfurt, Quadriennale des Kunsthandwerks sozialistischer Länder
- 1981/1982 und 1986/1987: Halle/Saale, Staatliche Galerie Moritzburg („Metallgestaltung in der DDR“)
- 1989: Berlin/West; Kongresshalle („Metallgestaltung in der DDR “)
- postum 2011/2012: Halle/Saale („Dem Glauben dienend. Sakrales Gerät der Moderne“)